# Chiado Books
A Chiado Books é uma editora de origem portuguesa, com sede em Lisboa e centros editoriais em São Paulo, Madrid, Miami e Roma, parte integrante do Chiado Grupo Editorial. A empresa tem grande notoriedade em Portugal e no Brasil pelo seu trabalho na publicação de autores contemporâneos, estando também presente em Espanha, Itália e América Latina.

## História

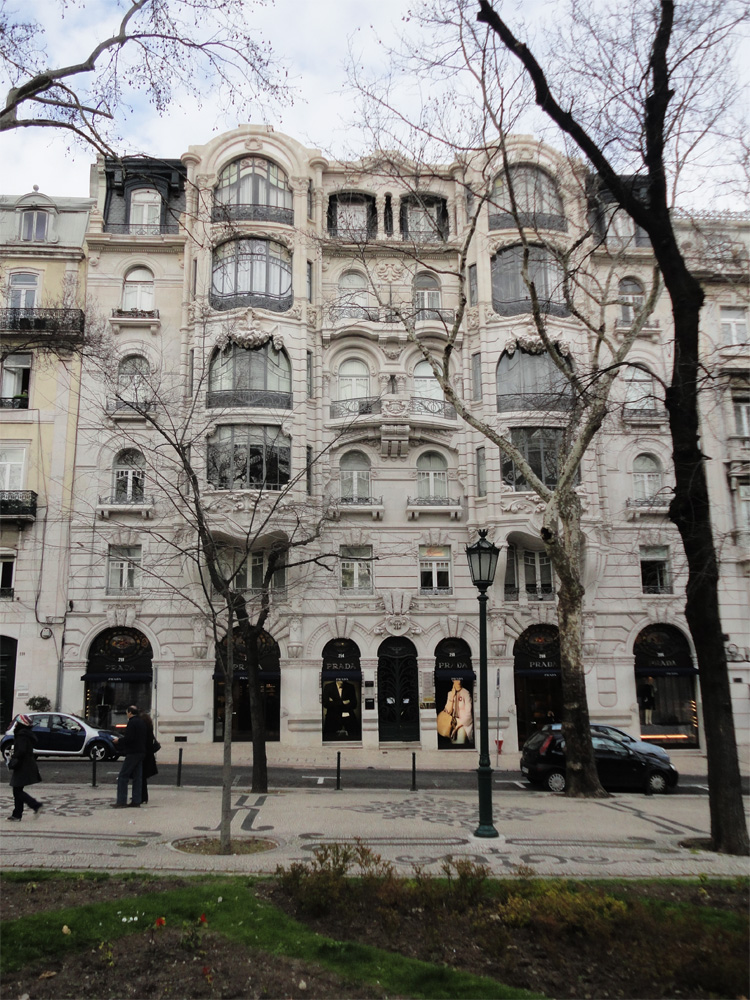
Palácio Lambertini, o edifício sede da editora. A arquitectura assenta numa lógica renascentista veneziana, próxima do estilo lombardesco. Recebeu uma Menção Honrosa do Prémio Valmor de 1904.

Desde 2015 que a Chiado Books organiza anualmente, no dia 23 de  Abril, o Dia Mundial do Livro, a iniciativa "Um Livro Num Dia", na qual a Chiado recebe contos, faz a edição e imprime a num só dia, sendo depois oferecidos 1.000 exemplares da obra.

## Autores notáveis
- Pedro Chagas Freitas
- Paulo Futre
- Paulo de Carvalho
- Victor Espadinha
- Anselmo Vasconcelos
- António Sala
- Pedro Quartin Graça
- Jorge Nuno Pinto da Costa
- Filipe La Féria
- Manuel Monteiro
- José Adelino Maltez
- Dead Combo
- Alceu Valença
- António Manuel Ribeiro